# Recluzia annamitica
Recluzia annamitica is een slakkensoort uit de familie van de Epitoniidae. De wetenschappelijke naam van de soort is voor het eerst geldig gepubliceerd in 1886 door Wattebled.